# Сибилла Саксонская
Сибилла Саксонская (нем. Sibylle von Sachsen; 2 мая 1515, Фрайберг, Саксония — 18 июля 1592, Букстехуде) — саксонская принцесса из альбертинской линии Веттинов, дочь Генриха V, герцога Саксонии, и Катарины Мекленбургской. Супруга герцога Франца I Саксен-Лауэнбургского.

## Биография
Сибилла была первенцем Генриха Саксонского и Катарины Мекленбургской, помимо неё в семье было ещё пятеро детей. 8 февраля 1540 года в Дрездене состоялась свадьба Сибиллы и Франца, сына Магнуса I, герцога Саксен-Лауэнбургского, и Екатерины Брауншвейг-Вольфенбюттельской. Брак оказался несчастливым, Франц обвинял Сибиллу в мстительности и недостойном поведении, но впоследствии супруги примирились. В 1552 году Сибилла обращалась к своему брату Морицу, курфюрсту Саксонскому, с просьбой оказать финансовую поддержку её мужу, дабы тот смог выкупить в Любеке поместья и земельные владения.
В 1588 году герцогиня играла заметную роль в деле своего сына Морица, жившего в Букстехуде в Альтклостерском аббатстве с 1585-86 годов с женой Адама фон Тшаммера Гизелой, против которой она выдвинула обвинение в колдовстве и инициировала судебный процесс.
Сибилла умерла в июле 1592 года в Букстехуде и была похоронена в Ратцебургском соборе.

## Дети
В браке с герцогом Францем Сибилла родила девять детей:
- Альбрехт (1542—1544) — умер в младенчестве;
- Доротея[нем.] (11 марта 1543 — 5 апреля 1586), была замужем за Вольфгангом, герцогом Брауншвейг-Грубенгагенским;
- Магнус (1543 — 14 мая 1603), был женат на Софии Шведской;
- Урсула[нем.] (1545 — 22 октября 1620), была замужем за Генрихом III, герцогом Брауншвейг-Люнебургским;
- Франц (10 августа 1547 — 2 июля 1619), в первом браке был женат на Маргарите Вольгаст-Померанской, во втором — на Марии Брауншвейг-Вольфенбюттельской;
- Генрих[нем.] (1 ноября 1550 — 22 апреля 1585), князь-епископ Бремена с 1567 по 1585 годы (как Генрих III), князь-епископ Оснабрюка с 1574 по 1585 годы (как Генрих II) и князь-епископ Падерборна с 1577 по 1585 годы (как Генрих I). Был женат на Анне фон Бройх;
- Мориц (1551 — 2 ноября 1612), в 1581 году вступил в брак с Катариной фон Шпёрк, в 1582 году развёлся с ней;
- Сидония Екатерина[болг.] (? — 1594), в первом браке была замужем за Венцелем III Адамом, герцогом Тешинским, во втором — за Эммерихом III Форгахом;
- Фридрих[нем.] (1554—1586), священник.